# Ritchie Robertson
Ritchie Robertson (geboren 25. Dezember 1952) ist ein britischer Literaturwissenschaftler und Germanist.

## Leben
Ritchie Neil Ninian Robertson besuchte in Schottland die Nairn Academy und studierte danach Anglistik und Germanistik an der Edinburgh University. Er wurde in Oxford promoviert und war zunächst Fellow in Modern Languages am Downing College, Cambridge. Seit 1989 war er Fellow und Tutor am St John’s College, Oxford. Von 2010 bis 2021 war er Fellow und Taylor Professor of German Language and Literature am Queen’s College, Oxford. Er war Mitherausgeber und Bereichsleiter Germanistik der wissenschaftlichen Zeitschrift The Modern Language Review. Robertson ist Fellow of the British Academy (FBA).
Robertson forschte zur deutschsprachigen Literatur im 19. und in der ersten Hälfte des 20. Jahrhunderts. Er leitete mit Carolin Duttlinger und Katrin Kohl das Oxford Kafka Research Centre. In der Buchreihe Very Short Introductions erschienen seine Einführungen zu Kafka und zu Goethe. Für die YIVO Encyclopedia of Jews in Eastern Europe trug er unter anderem den Artikel zu Franz Werfel bei.

## Schriften (Auswahl)
- Kafka: Judaism, Politics, and Literature. Clarendon Press, 1985
- Heine. London : Halban, 1988
- The "Jewish Question" in German Literature, 1749–1939 : emancipation and its discontents. Oxford: OUP, 1999
- Herausgeber und Übersetzer: The German-Jewish Dialogue: An Anthology of Literary Texts, 1749–1993. Oxford World’s Classics, 1999
- (Hrsg.): The Cambridge Companion to Thomas Mann. Cambridge University Press, 2002
- Kafka: A Very Short Introduction. Oxford: OUP, 2004
  - Kafka: A Brief Insight. New York: Sterling Publishing Co., Inc., 2010
- Joseph Sherman, Ritchie Robertson (Hrsg.): The Yiddish presence in European literature : inspiration and interaction; selected papers arising from the Fourth and Fifth Mendel Friedman conferences in Yiddish. Oxford : Legenda, 2005
- Ritchie Robertson, Katrin Kohl (Hrsg.): A History of Austrian Literature 1918–2000. Rochester, NY: Camden House, 2006
- Mock-Epic Poetry from Pope to Heine. Oxford: OUP, 2009
- Goethe : a very short introduction. Oxford: OUP, 2016
- Enlightenment and religion in German and Austrian literature. Cambridge: Legenda, 2017
- The Enlightenment: The Pursuit of Happiness, 1680–1790. London: Allen Lane, 2020